# 伦敦大学学院澳大利亚分校
伦敦大学学院澳大利亚分校是倫敦大學學院的國際分校，位於南澳大利亞州的阿德萊德，位於維多利亞廣場。該校包括三個部分：能源與資源學院（SERAus）、國際能源政策研究所（IEPI）以及倫敦大學學院穆拉德太空科學實驗室的分支機構。 伦敦大学学院澳大利亚分校將其大學社區描述為“友好、充滿活力和具有影響力”。 該校於2017年12月關閉。

## 歷史
2008年12月，倫敦大學學院學術與國際副校長Michael Worton教授在談到建立倫敦大學學院澳大利亞分校時表示，該大學“致力於解決現實世界中的問題，並且我們很高興有機會不僅與南澳大利亞政府合作，還與Santos以及一系列其他澳大利亞和國際能源公司通過我們在阿德萊德的存在進行合作。” 倫敦大學學院澳大利亞分校與在南澳大利亞運營的兩家主要資源和能源公司建立了重要的企業合作關係：Santos和BHP。 Santos在南澳大利亞的利益包括陸上和海上的石油和天然氣開發，而BHP比爾頓的利益則集中在擴展奧林匹克坝礦區——這是已知最大的鈾礦床。倫敦大學學院澳大利亞分校的校園設立在阿德萊德維多利亞廣場的托倫斯大樓內，南澳大利亞政府承諾投入400萬澳元對這座建築進行翻新。 該建築還設有卡內基梅隆大學的國際校園。2010年，倫敦大學學院澳大利亞分校完成了其首個完整的學年。合作夥伴之間的協議是由阿德萊德律師和公務員Pamela Martin協商達成的。

### 停辦
2015年1月，倫敦大學學院澳大利亞分校宣布將在三年內關閉校園，但同意支持當前已入學的學生完成他們的學位和課程。與南澳大利亞政府和Santos達成的1000萬澳元協議於2017年到期。 倫敦大學學院阿德萊德分校於2017年12月關閉，學術人員和學生轉移到南澳大學。 截至2019年，南澳大學和倫敦大學學院正在提供數據科學（國際）或可持續能源系統科學的聯合碩士資格課程。

## 研究
2012年，倫敦大學學院澳大利亞分校進行的研究包括解決煤層氣水處理問題，使用海水設計建築物的蒸發冷卻系統，以及為可持續葡萄酒生產開發集成能源系統。
2015年，倫敦大學學院澳大利亞分校的研究主要集中在以下領域：
- 頁岩氣和其他非傳統氣體
- 低碳經濟
- 電力市場、電力傳輸和可再生能源
- 資源增值
- 社區參與和治理
- 環境監測和資源監測

## 能源與資源學院（SERAus）

Santos logo

倫敦大學學院能源與資源學院是與南澳大利亞政府和石油天然氣公司Santos合作建立的。該學院成立於2009年，於2010年開始了首個完整的學年。其目標是培養管理能力，幫助資源和能源部門應對能源安全、可負擔性和管制、可持續性、環境影響以及氣候變化等挑戰。

### 獎學金
能源與資源學院提供了吸引學生入學的獎勵措施，最初設立了10個Santos獎學金，用於希望攻讀能源與資源科學碩士學位的學生。這些獎學金涵蓋了全部學費，並為每位獲獎者提供每年額外的25,000澳元生活津貼。 2016年，仍在提供獎學金，每個獎學金價值高達114,500澳元，為期兩年，包括全額學費以及每年5萬澳元的免稅生活津貼。

## 國際能源政策研究所
國際能源政策研究所（IEPI）位於倫敦大學學院澳大利亞分校的阿德萊德校區。2011年，倫敦大學學院與BHP比爾頓簽署了一項價值1000萬美元、為期五年的合作協議，以在阿德萊德建立國際能源政策研究所，並在倫敦建立可持續資源研究所。 該研究所旨在通過深入研究解決能源政策領域的複雜性和敏感性挑戰。Stefaan Simons被任命為首位BHP比爾頓能源政策主席，他的研究所主任職務於2012年9月1日開始。

### 研究
國際能源政策研究所（IEPI）的研究聚焦於上游（勘探和生產）問題，認識到亞太地區對全球煤炭、核能和天然氣市場的影響，以及在可再生能源中的增長應用。該研究所與位於倫敦的UCL能源研究所的下游（消費者）焦點相輔相成。
IEPI的研究遵循四個主題：
1. 能源資源增值
2. 包括化石燃料、核能和可再生能源的未來
3. 社區參與
4. 氣候戰略[14]

2015年，IEPI的項目包括：
- 全球鈾資源的增值
- 氣候政策對澳大利亞鋼鐵製造部門的影響
- 能源流行病學 - 需求響應管理
- 參與地區社區的氣候行動計劃和可持續能源未來
- 澳大利亞頁岩氣革命的前景
- 煤炭的替代用途 - 是否有意義？[15]

### 職員
國際能源政策研究所（IEPI）的知名職員包括名譽教授安東尼·歐文（Anthony "Tony" Owen）、客座教授提莫西·斯通 CBE（地平線核能非執行董事）和榮譽讀者詹姆斯·“吉姆”·沃斯（James "Jim" Voss，前Pangea Resources董事總經理）。

## 治理
倫敦大學學院澳大利亞分校的治理結構包括管理團隊、學術委員會和顧問委員會。
在2016年4月，其學術委員會的成員包括來自阿德萊德大學澳大利亞石油學院（Australian School of Petroleum）、南澳大學工程學院（School of Engineering）、倫敦布魯內爾大學院長和英國Aveillant的首席技術官。其顧問委員會成員包括倫敦大學學院、BHP比爾頓、Santos有限公司、長江基建集團、南澳大利亞州總理和內閣部門、南澳大利亞州經濟發展委員會（包括Tanya Monro）、南澳大學以及前澳大利亞政治人物Jane Lomax-Smith和Martin Ferguson。

## 核工業發展

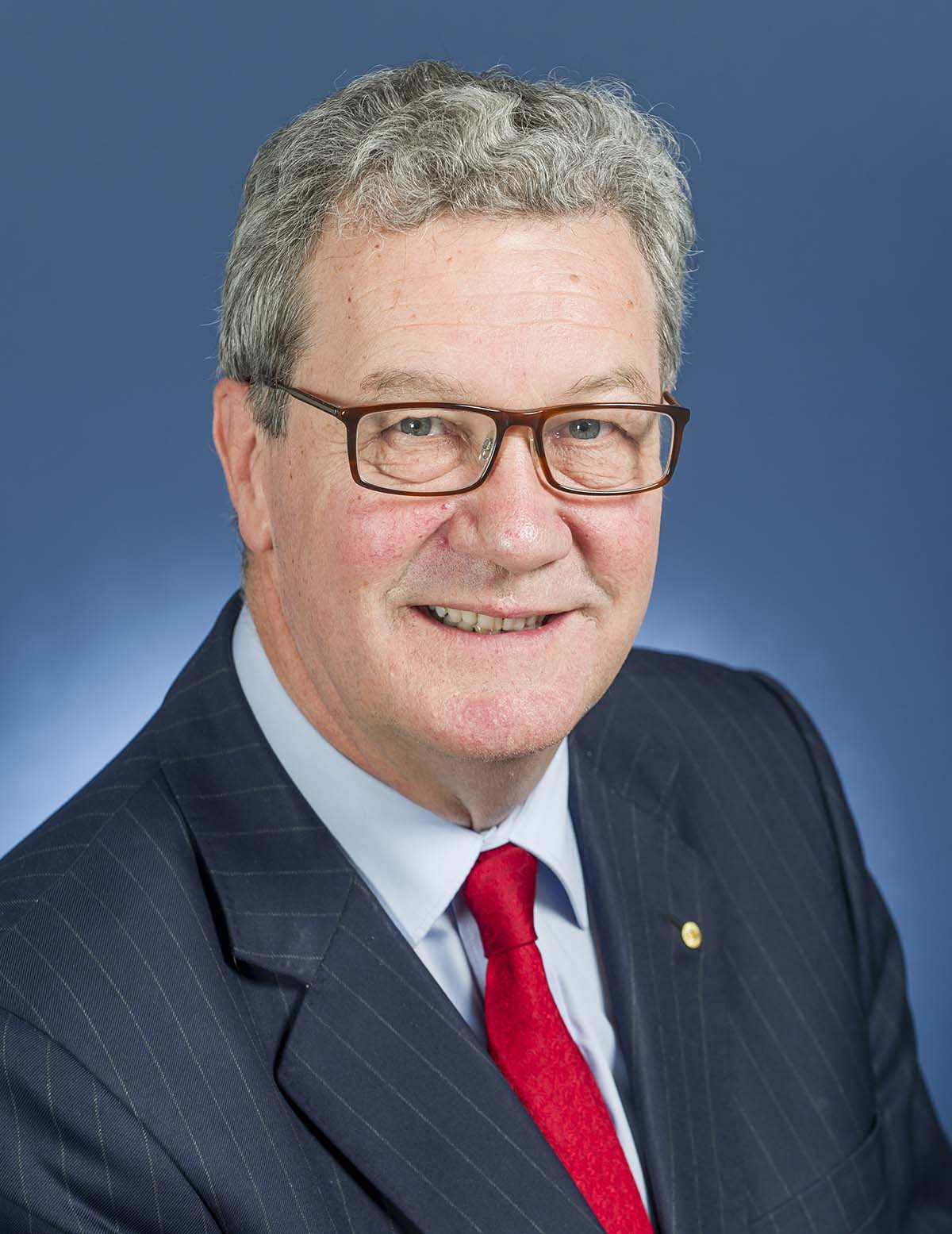
亞歷山大·唐納（2014年）

2011年，前聯邦部長亞歷山大·唐納向倫敦大學學院的學生演講討論核工業。在演講之前，他告訴媒體他支持在南澳大利亞建立一個核廢料儲存場，並描述了一個可能的未來情景，即核電廠可以為BHP比爾頓的奧林匹克坎礦場提供動力，以供應海水淡化廠的用水需求。
在2012年，Stefaan Simons被任命為國際能源政策研究所的首任所長，並擔任BHP比爾頓能源政策主席。Simons承認，詢問“澳大利亞是否能夠且應該基於鈾濃縮和燃料棒製造發展核能服務行業，面向全球市場”是該研究所工作的一個重要主題。 在2013年發表的題為“澳大利亞是否是時候發展核能？”的文章中，Simons提出，包括核能在澳大利亞的“低排放能源組合”中，有助於確保能源供應、維持經濟增長和減輕氣候變化影響的目標。關於倫敦大學學院在這個過程中的角色，他寫道：

倫敦大學學院國際能源政策研究所（IEPI），位於其澳大利亞阿德萊德校區，進行經濟、監管和政策研究，探討澳大利亞如何發展核能工業及管理其外部性，包括退役和廢物處理。</ref>Simons, Stefaan. . The Conversation. 2013-07-25  [2015-05-25]. （原始内容存档于2024-12-28）.</ref>

在2013年末，倫敦大學學院（UCL）的教職員工和學生參與了研究澳大利亞發展核動力潛艇的會議論文。題為“澳大利亞發展核動力潛艇能力需要什麼？”和“從潛艇到礦場：澳大利亞發展核動力潛艇能力需要什麼？”的論文分別在澳大利亞的布里斯班和美國舊金山舉行的美國化工工程師學會（AIChE）年會上發表。該主題在2014年進一步探討，以會議論文“在澳大利亞選擇核動力潛艇：核廢物考量”在亞利桑那州鳳凰城舉行的廢物管理會議（WM2014）上發表。
在2014年，前聯邦資源和能源部長馬丁·費格森被任命為倫敦大學學院澳大利亞分校董事會主席。 費格森是澳大利亞核能力量的支持者。倫敦大學學院澳大利亞分校的首席執行官大衛·特拉弗斯對於費格森的任命表示：

倫敦大學學院在澳大利亞並不追求規模的擴張，但我們希望在影響力上取得成就，並歡迎馬丁加入我們的團隊，幫助我們實現這些目標。</ref>England, Cameron. . The Advertiser. 2014-03-18  [2015-05-15].</ref>

在2014年，詹姆斯“吉姆”·沃斯，一位資深核工程師，並且是英國核工程學會的院士，被任命為倫敦大學學院澳大利亞分校國際能源政策研究所的名譽讀者。他曾在兩任美國總統的行政辦公室任職，並為其他國家的高級政府官員提供顧問意見。 他還是Pangea Resources的前董事總經理，該公司曾在1990年代末提出在澳大利亞建立核廢料儲存場的建議。
研究人員在2014年進行的研究包括多項探討澳大利亞和南澳大利亞擴展核工業活動前景的研究。其中包括Michel Berthelemy博士和Tim Stone博士在“核燃料循環戰略”上的工作，以及UCL學生對核燃料租賃機會進行的研究。學生的研究主題包括Owen Sharpe博士的“澳大利亞核燃料租賃計劃的法律價值”，以及Iwan Setiyono Ko的“南澳大利亞的世界首例整合核燃料租賃？一個提出的商業模式及其經濟評估”。 在畢業後，Sharpe博士被聘為南澳大利亞省總理和內閣部門的高級政策官員。
在2014年3月，倫敦大學學院的工作人員向Parsons Brinckerhoff、Deloitte和Babcock提供了有關核燃料租賃的簡報。5月，馬丁·費格森在一個保密事件上進一步就此主題進行了簡報。
於2014年12月4日，Stefaan Simons和Tim Stone在英國倫敦舉行的核工業協會年會上，發表了題為《The international management of spent nuclear fuel》的會議論文。
在2015年4月，訪問教授Timothy Stone博士被任命為南澳大利亞政府發起的核燃料循環皇家委員會的專家諮詢委員會成員之一。
倫敦大學學院澳大利亞分校成立了一個核工作小組，旨在“就核燃料循環皇家委員會確定的主要問題分享科學知識，協助並促進形成知情社區決策的過程”。小組成員包括：Magnus Nyden（領導）、Christian Ekberg、Paola Lettieri、Jonathan Mirrlees-Black、Michael Pollitt、Tim Stone、Pam Sykes、Geraldine Thomas、Jim Voss和Max Zanin。